# Хедер Вотсон
Хедер Вотсон (Сент Питер Порт, 19. мај 1992) британска је тенисерка. Дана 16. јула 2012. Вотсон је постала најбоље пласирана британска тенисерка тако што је на ВТА листи престигла Ен Кетавонг. Године 2012, Вотсон је освојила своју прву ВТА титулу на Јапан Опену и тако је постала прва британска тенисерка која је освојила ВТА титулу, још од Саре Гомер 1988. године.